# Acinodendron divaricatum
Acinodendron divaricatum là một loài thực vật có hoa trong họ Mua. Loài này được (Gardner) Kuntze mô tả khoa học đầu tiên năm 1891.